# Park Hye-Mi
Park Hye-Mi es una deportista surcoreana que compitió en taekwondo. Ganó una medalla de plata en el Campeonato Mundial de Taekwondo de 2007 y una medalla de oro en el Campeonato Asiático de Taekwondo de 2008.

## Palmarés internacional
| Campeonato Mundial  | Campeonato Mundial | Campeonato Mundial | Campeonato Mundial |
| Año                 | Lugar              | Medalla            | Categoría          |
| ------------------- | ------------------ | ------------------ | ------------------ |
| 2007                | Pekín (China)      | Medalla de plata   | –63 kg             |
| Campeonato Asiático |                    |                    |                    |
| Año                 | Lugar              | Medalla            | Categoría          |
| 2008                | Luoyang (China)    | Medalla de oro     | –63 kg             |